# Rondeletia impressa
Rondeletia impressa är en måreväxtart som beskrevs av Carl Karl Wilhelm Leopold Krug och Ignatz Urban. Rondeletia impressa ingår i släktet Rondeletia och familjen måreväxter. Inga underarter finns listade i Catalogue of Life.